# Râul Popeni
| cod-râu                     = 
| imaginerâu                  = 
| mărimeimagine               =    
| titimagine                  = 
| zonă-izvor                  = 
| cotă-izvor                  =
| nume-emisar                 =Trotuș
| cotă-vărsare                =
| punct-vărsare               = 
| difer-altitudine            =
| supr-bazin                  =
| lungime                     =
| debit-mediu                 =
| debit-maxim                 =
| debit-minim                 =
| tip-zone                    =
| lista-zone                  =
| localizare                  =Județul Bacău, România
| afluenți                    = 
| afl-stânga                  = 
| afl-dreapta                 = 
| local-traversate            = 
| baraje                      =
| porturi                     =
| poduri                      =
| alte obiective              = 
| hartă                       =
| mărimehartă                 =
| texthartă                   =     
| observații                  =
}}
Râul Popeni sau Râul Ursoaia este un curs de apă, afluent al râului Trotuș.

## Hărți
- Ovidiu Gabor - Economic Mechanism in Water Management  Arhivat în 5 martie 2009, la Wayback Machine.